# Australie-Japon en rugby à XV
Cet article retrace les confrontations entre l'équipe d'Australie de rugby à XV et l'équipe du Japon de rugby à XV. Les deux équipes se sont affrontées à six reprises dont par deux fois en Coupe du monde. Les Australiens ont toujours remporté les rencontres.

## Les confrontations
Voici la liste des confrontations entre ces deux équipes :
| No | Date             | Lieu                                           | Match             | Score   | Compétition              |
| -- | ---------------- | ---------------------------------------------- | ----------------- | ------- | ------------------------ |
| 1  | 2 août 1975      | Sydney Cricket Ground, Sydney, Australie       | Australie – Japon | 37 – 5  | Test match               |
| 2  | 17 août 1975     | Ballymore Stadium, Brisbane, Australie         | Australie – Japon | 50 – 25 | Test match               |
| 3  | 3 juin 1987      | Concord Oval, Sydney, Australie                | Australie – Japon | 42 – 23 | Coupe du monde (Poule A) |
| 4  | 8 septembre 2007 | Stade de Gerland, Lyon, France                 | Australie – Japon | 91 – 3  | Coupe du monde (Poule B) |
| 5  | 4 novembre 2017  | Yokohama International Stadium, Yokohama Japon | Japon – Australie | 30 – 63 | Test match               |
| 6  | 23 octobre 2021  | Showa Denko Dome, Oita Japon                   | Japon – Australie | 23 – 32 | Test match               |